# Yasuyuki Takishita
Yasuyuki Takishita (滝下 靖之?, Takishita Yasuyuki; Rumoi, 31 gennaio 1976) è un ex sciatore alpino giapponese.

## Biografia
Takishita, specialista delle prove veloci, debuttò in campo internazionale in occasione dei Mondiali juniores di Lake Placid 1994; in Coppa del Mondo esordì il 16 dicembre 1995 in Val Gardena in discesa libera (62º) e ottenne il miglior piazzamento il 30 dicembre 1997 a Bormio nella medesima specialità (40º). Ai successivi XVIII Giochi olimpici invernali di Nagano 1998, sua prima presenza olimpica, si classificò 27º nel supergigante e non completò la discesa libera e la combinata.
Nella stagione 1998-1999 in Coppa Europa conquistò due vittorie, nelle discese libere disputate ad Altenmarkt-Zauchensee il 19 e il 20 dicembre, e si aggiudicò la classifica della specialità; nella stessa stagione ai Mondiali di Vail/Beaver Creek 1999, sua prima presenza iridata, si piazzò 28º nel supergigante, 18º nella combinata e non completò la discesa libera. Due anni dopo Mondiali di Sankt Anton am Arlberg 2001, sua ultima presenza iridata, fu 38º nel supergigante e non completò la discesa libera.
Prese per l'ultima volta il via in Coppa del Mondo il 19 gennaio 2002 a Kitzbühel in discesa libera, senza completare la gara, e ai successivi XIX Giochi olimpici invernali di Salt Lake City 2002, sua ultima presenza olimpica, si classificò 42º nella discesa libera e non completò il supergigante; si ritirò al termine di quella stessa stagione 2001-2002 e la sua ultima gara fu la discesa libera dei Campionati tedeschi 2002, disputata il 19 marzo a Saalbach-Hinterglemm e chiusa da Takishita all'11º posto.

## Palmarès

### Coppa Europa
- Miglior piazzamento in classifica generale: 21º nel 1999
- Vincitore della classifica di discesa libera nel 1999
- 2 podi:
  - 2 vittorie

#### Coppa Europa - vittorie
| Data             | Località              | Paese   | Specialità |
| ---------------- | --------------------- | ------- | ---------- |
| 19 dicembre 1998 | Altenmarkt-Zauchensee | Austria | DH         |
| 20 dicembre 1998 | Altenmarkt-Zauchensee | Austria | DH         |

Legenda:

DH = discesa libera

### Campionati giapponesi
- 5 medaglie (dati dalla stagione 1994-1995):
  - 3 ori (discesa libera, supergigante nel 1997; supergigante nel 1998)
  - 1 argento (supergigante nel 1995)
  - 1 bronzo (discesa libera nel 1995)